# 71 Pułk Artylerii Ciężkiej
71 pułk artylerii ciężkiej  (71 pac) – oddział artylerii ciężkiej ludowego Wojska Polskiego.

## Formowanie i zmiany organizacyjne
Pułk został sformowany w październiku 1945 roku, w Toruniu, na bazie rozformowywanej 10 Brygady Artylerii Ciężkiej. W skład pułku włączony został 9 dywizjon artyleryjskiego rozpoznania pomiarowego. Oddział podporządkowano dowódcy 13 Brygady Artylerii Ciężkiej. W lutym 1947 roku ze składu pułku został wyłączony dywizjon artyleryjskiego rozpoznania pomiarowego. W 1948 roku została dyslokowana do Chełmna. W lipcu 1949 roku usamodzielniono go wzmacniając ludźmi i sprzętem z rozwiązywanego 30 dac. W 1951 roku pułk przeformowany został w 21 Brygadę Artylerii Ciężkiej.

## Skład organizacyjny
- Dowództwo pułku – Toruń, Chełmno
- trzy dywizjony artylerii ciężkiej
  - trzy baterie artylerii

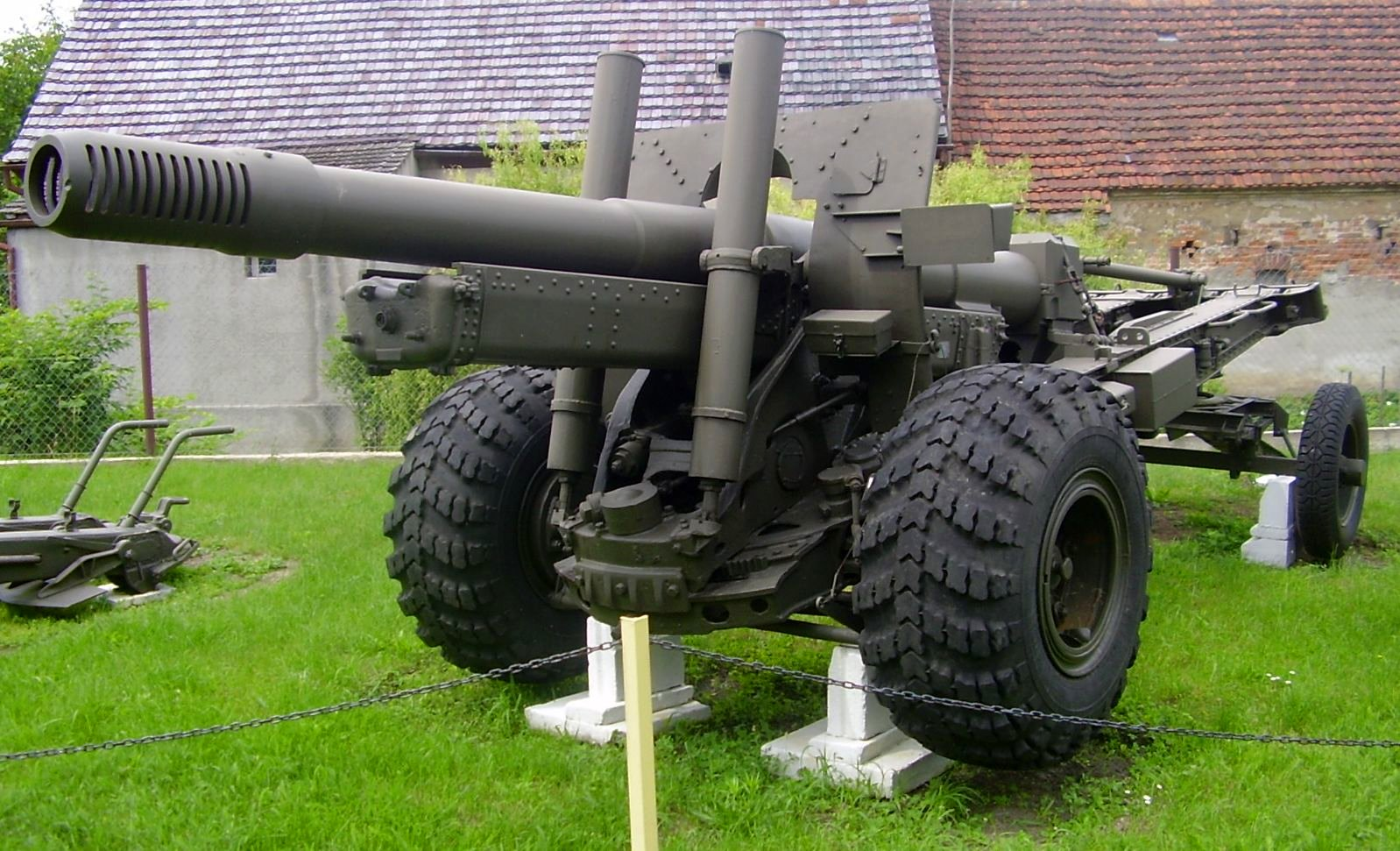
152 mm haubicoarmata wz. 1937 (MŁ-20)

- dywizjon artyleryjskiego rozpoznania pomiarowego
- bateria sztabowa
  - plutony: rozpoznawczy, łączności, topograficzny
- kwatermistrzostwo

Pułk liczył etatowo 1058 żołnierzy. Na uzbrojeniu posiadał 36 armato-haubic 152 mm wz 37.

## Przekształcenia
10 Brygada Artylerii Ciężkiej → 71 pułk artylerii ciężkiej → 21 Brygada Artylerii Ciężkiej → 21 Brygada Artylerii Armat → 92 dywizjon artyleryjskiego rozpoznania